# Dr. Reddy’s
Dr. Reddy’s Laboratories — международная индийская фармацевтическая компания со штаб-квартирой в Хайдарабаде, вторая по объёмам продаж лекарственных средств в Индии после Sun Pharmaceutical.
Dr. Reddy’s производит и продает более 190 лекарств, 60 активных фармацевтических субстанций (АФС) для производства лекарств, диагностических наборов, средств интенсивной терапии и биотехнологических продуктов. Компания выпускает как дженерики (Цетрин, Экзифин), так и патентованные препараты (Ибуклин, Декспан Плюс, Кеторол-гель).
Кроме национального, работает на зарубежных рынках, в основном — в развивающихся странах. В России компания присутствует с 1992 года, в 2003 году был создан собственный филиал со складом для обслуживания на территории России. В 2016—2017 годах компания начала освоение западноевропейского рынка, запустив продажи лекарственных средств в Италии, Испании, Франции.

## История компании
В 1970 году правительство Индиры Ганди отменило патентную защиту лекарств, как следствие в стране начало бурно развиваться произвоизводство копий популярных препаратов, к 1990 году в Индии работало 20 тысяч фармацевтических компаний. Анджи Редди (англ. Anji Reddy) работал в Indian Drugs and Pharmaceuticals Limited, но в 1984 году решил основать собственную компанию. Первоначально его компания производила активные фармацевтические ингредиенты, но с 1986 года начала производство также и готовых лекарств, в частности Norilet, первый узнаваемый бренд компании в Индии. Вскоре компания добилась крупного успеха с Omez (омепразол, лекарство от язвы и рефлюкс-эзофагита). Также в 1986 году компания разместила свои акции на бирже и начала экспортировать активные ингредиенты, в 1987 году получила разрешение на поставки ибупрофена в США.
Первым зарубежным рынком компании стала Россия. В 1992 году компания Dr. Reddy’s создала там совместное предприятие с крупнейшим в стране производителем фармацевтических препаратов Biomed, партнёрство было расторгнуто в 1995 году. В 1993 году Reddy’s создала совместное предприятие также и на Ближнем Востоке, основав там и в России две фабрики по производству готовых лекарств. В 1994 году было построено современное производственное предприятие в Нью-Джерси (США).
Reddy’s вкладывала значительные средства в создание научно-исследовательских лабораторий и является единственной индийской компанией, которая проводит значительные исследования и разработки за рубежом. В 1992 году был создан исследовательский фонд Dr. Reddy’s Research Foundation. В 2000 году Фонд основал американскую лабораторию в Атланте, посвященную открытию и разработке новых терапевтических средств. Лаборатория называется Reddy US Therapeutics Inc (RUSTI), и её основная цель — открытие лекарств следующего поколения с использованием геномики и протеомики. Исследования Reddy’s были сосредоточены на крупных нишах на западных рынках — противораковых, противодиабетических, сердечно-сосудистых и противоинфекционных препаратов.
В 1997 году лаборатория компании разработала противодиабетический препарат balaglitazone, но, не имея достаточных средств для его клинических испытаний, лицензировала его Novo Nordisk. Reddy’s расширила свои производственные мощности в Индии в 1999 году покупкой компании American Remedies, расположенной в городе Ченнаи. Это приобретение сделало Dr. Reddy’s третьей по величине фармацевтической компанией в Индии после Ranbaxy Laboratories и Glaxo.
В 1997 году в США были внесены поправки в закон о дженериках, дававшие в течение 180 дней эксклюзивное право на выпуск дженерика одной компании, первой подавшей заявку на аналог конкретного препарата. Dr. Reddy’s активно включилась в процесс подачи таких заявок. В 1999 году Reddy’s подала заявку на препарат омепразол, который стал краеугольным камнем её успеха в Индии. В декабре 2000 года Reddy’s осуществила свой первый коммерческий запуск дженерика в США, а в августе 2001 года здесь же был запущен первый продукт с исключительным рыночным статусом. В том же году Reddy’s также стала первой неяпонской фармацевтической компанией из Азиатско-Тихоокеанского региона, получившей листинг на Нью-Йоркской фондовой бирже. В августе 2001 года Reddy’s стала первой индийской компанией, выпустившей на рынок США непатентованный препарат флуоксетин (дженериковый вариант антидепрессанта Eli Lilly and Company Prozac). В конце 1990-х годов объём продаж Prozac превышал $1 млрд в год. В 2002 году за 9 млн фунтов стерлингов была куплена британская компания BMS Laboratories.
В марте 2006 года за 480 млн евро была куплена немецкая компания Betapharm Arzneimittel. Компания продолжала расширять географию своей деятельности за счёт покупки небольших фармацевтических компаний или отдельных предприятий, а также с помощью партнерства и совместных предприятий в таких странах, как США, Великобритания, Нидерланды, ЮАР и России. В 2021 году компания начала поставки на индийский рынок вакцины Спутник V.

## Деятельность
Основные подразделения по состоянию на 2021 год:
- Глобальные дженерики — производство 550 дженериков в разных странах, выручка 154 млрд рупий;
- Фармацевтические услуги — производство активных фармацевтических субстанций, выручка 32 млрд рупий;
- Патентованные средства — продажа патентованных лекарств в сферах дерматологии и нейрологии в США и некоторых других странах, выручка 3,3 млрд.

Основные рынки:
- Северная Америка — 70,5 млрд рупий ($948 млн);
- Развивающиеся страны — Россия, Украина, Узбекистан, Казахстан, Румыния, Бразилия, КНР, ЮАР, Мьянма, Вьетнам, Ямайка, 35 млрд рупий;
- Индия — 33 млрд рупий;
- Европа — Германия, Франция, Великобритания, Италия, Испания, 15 млрд рупий.